# Dilochia rigida
Dilochia rigida är en orkidéart som först beskrevs av Henry Nicholas Ridley, och fick sitt nu gällande namn av Jeffrey James Wood. Dilochia rigida ingår i släktet Dilochia och familjen orkidéer. Inga underarter finns listade i Catalogue of Life.